# Giro delle Fiandre 1993
Il Giro delle Fiandre 1993, settantasettesima edizione della corsa e valida come secondo evento della Coppa del mondo di ciclismo su strada 1993, fu disputata il 4 aprile 1993, per un percorso totale di 263 km. Fu vinto dal belga Johan Museeuw, al traguardo con il tempo di 6h33'00" alla media di 40,153 km/h.
Partenza a Sint-Niklaas con 177 ciclisti di cui 99 portarono a termine il percorso.

## Ordine d'arrivo (Top 10)
| Pos. | Corridore           | Squadra     | Tempo    |
| ---- | ------------------- | ----------- | -------- |
| 1    | Johan Museeuw       | GB-MG Mag.  | 6h33'00" |
| 2    | Frans Maassen       | Wordperfect | s.t.     |
| 3    | Dario Bottaro       | Mecair      | a 22"    |
| 4    | Marc Sergeant       | Novemail    | a 33"    |
| 5    | Maximilian Sciandri | Motorola    | a 46"    |
| 6    | Franco Ballerini    | GB-MG Mag.  | s.t.     |
| 7    | Edwig Van Hooydonck | Wordperfect | s.t.     |
| 8    | Maurizio Fondriest  | Lampre      | s.t.     |
| 9    | Olaf Ludwig         | Telekom     | a 1'03"  |
| 10   | Johan Capiot        | TVM         | s.t.     |